# Кріст'ян Рауд
Кріст'ян Рауд (також Крістіан та Хрістіан, ест. Kristjan Raud; *22 жовтня 1865, село Кірікукюла, Естляндська губернія, Російська імперія — †19 травня 1943, Ревель, Райхскомісаріат Остланд) — естонський художник та малювальник, один із засновників Естонського національного музею.

## Ранні роки
Кріст'ян народився 22 жовтня 1865 року в селі Кірікукюла приходу Віру-Яагупі. В нього був брат близнюк Пауль, який також став художником. Дитинство та юність двох братів пройшли в селі Мерікюла, де їхній батько Яан Рауд працював польовим об'їждчиком. Він рано помер.
У дев'ятирічному віці Кріст'ян вступив у сільську школу, потім навчався у приходській школі, Ракверському повітовому училищі. Навчання здійснювалося німецькою мовою. Подальшу освіту Рауд здобував в Тарту: спершу в реальному училищі, а потім в семінарії, де займалися підготовкою шкільних вчителів. Закінчивши навчання в семінарії, Рауд деякий час працював вчителем в тартуській школі. В 1892 році він вирушив до Санкт-Петербурґа.

## Становлення художника
У російській столиці молодого Рауда помітив відомий художник, основоположник естонського живопису Йоганн Келер, який порадив йому вступити до Імператорської Академії мистецтв. Через чотири роки, закінчивши навчання в академії, Рауд залишив Петербург та вирушив до Німеччини: спочатку в Дюссельдорф, а потім в Мюнхен, щоб вдосконалювати свої навички.
З Німеччини Рауд повернувся до Тарту, де організував творчу студію для молоді. В цей період він активно малював, писав статті, поєднуючи це з викладанням в студії та гімназії. Став одним з ініціаторів створення Єстонського національного музею в Тарту. В 1910 році побачила світ збірка віршів естонського поета Юхана Лійва, проілюстрована Кріст'яном Раудом.
1914 року, коли почалася Перша світова війна, Кріст'ян Рауд переїхав у Таллінн до брата Пауля. Тут він викладав у школах, продовжував малювати.

## В Естонії
Після революції він залишився в Естонії. В 1919 році Рауда вибрали членом Естонського музейного товариства. Пізніше він став його почесним членом, а також почесним членом спілки художників.
22 листопада 1930 року пішов з життя його брат-близнюк Пауль.
В 1935 році Єстонське літературне товариство організувало випуск видання «Калевіпоега», проілюструвати яку доручили Кріст'янові Рауду. Робота над ілюстраціями до «Калевіпоеги» стала вершиною творчості художника. Ним були створені такі ілюстрації, як «Лінда, що носить каміння», «Викрадення Лінди», «Калевіпоеги дівчина-острів'янка», «Калевіпоег, що кидає камінь», «Калевіпоег за оранням», «Смерть Калевіпоега» и т. д.

## Смерть
Рауд займався живописом до самої смерті, малюючи навіть в лікарні. Він помер 13 травня 1943 року в окупованому німцями Таллінні. Скромні похорони художника, що обмежувалися присутністю лише рідних та близьких, відбулися на кладовищі Рахумяє.

## Вшанування пам'яті
1968 року в Таллінні встановлено пам'ятник Кріст'янові Рауду. До першого січня 2011 року, коли Естонія змінила валюту з крони на євро, портрет Рауда було зображено на лицевій стороні частини банкноти номіналом 1 крона.